# Sutro Tower

Sutro Tower foi construída em 1973 na cidade de São Francisco (Califórnia), Estados Unidos. Tem 295 m (984 pés) e é actualmente a 46ª torre mais alta do mundo.